# Euphorbia moratii
Euphorbia moratii là một loài thực vật thuộc họ Euphorbiaceae. Đây là loài đặc hữu của Madagascar. Môi trường sống tự nhiên của chúng là đồng cỏ khô nhiệt đới hoặc cận nhiệt đới vùng đất thấp and vùng nhiều đá. Chúng hiện đang bị đe dọa vì mất môi trường sống.